# Bushveld
Localisation

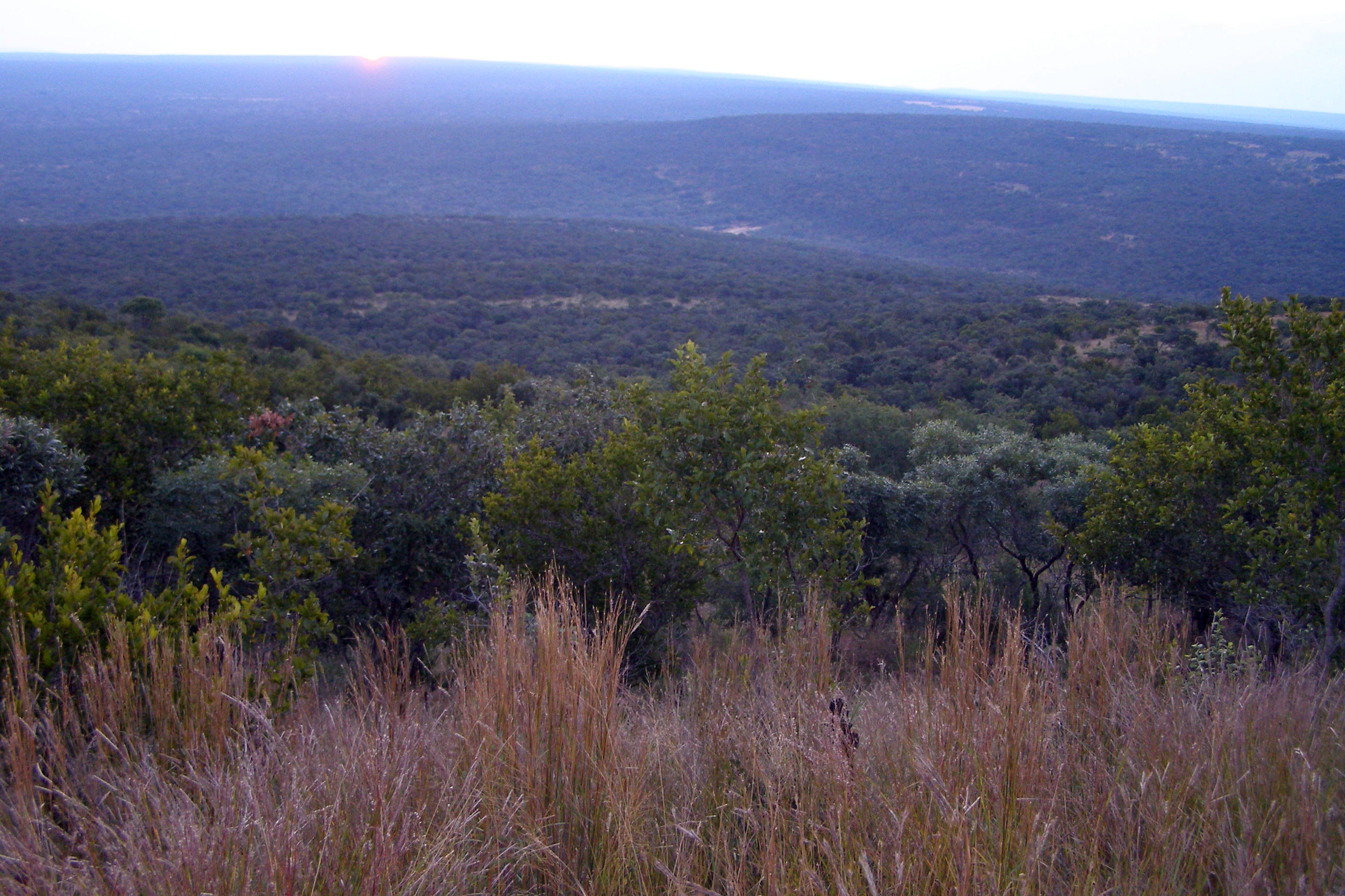
Le bushveld dans la biosphère du Waterberg.

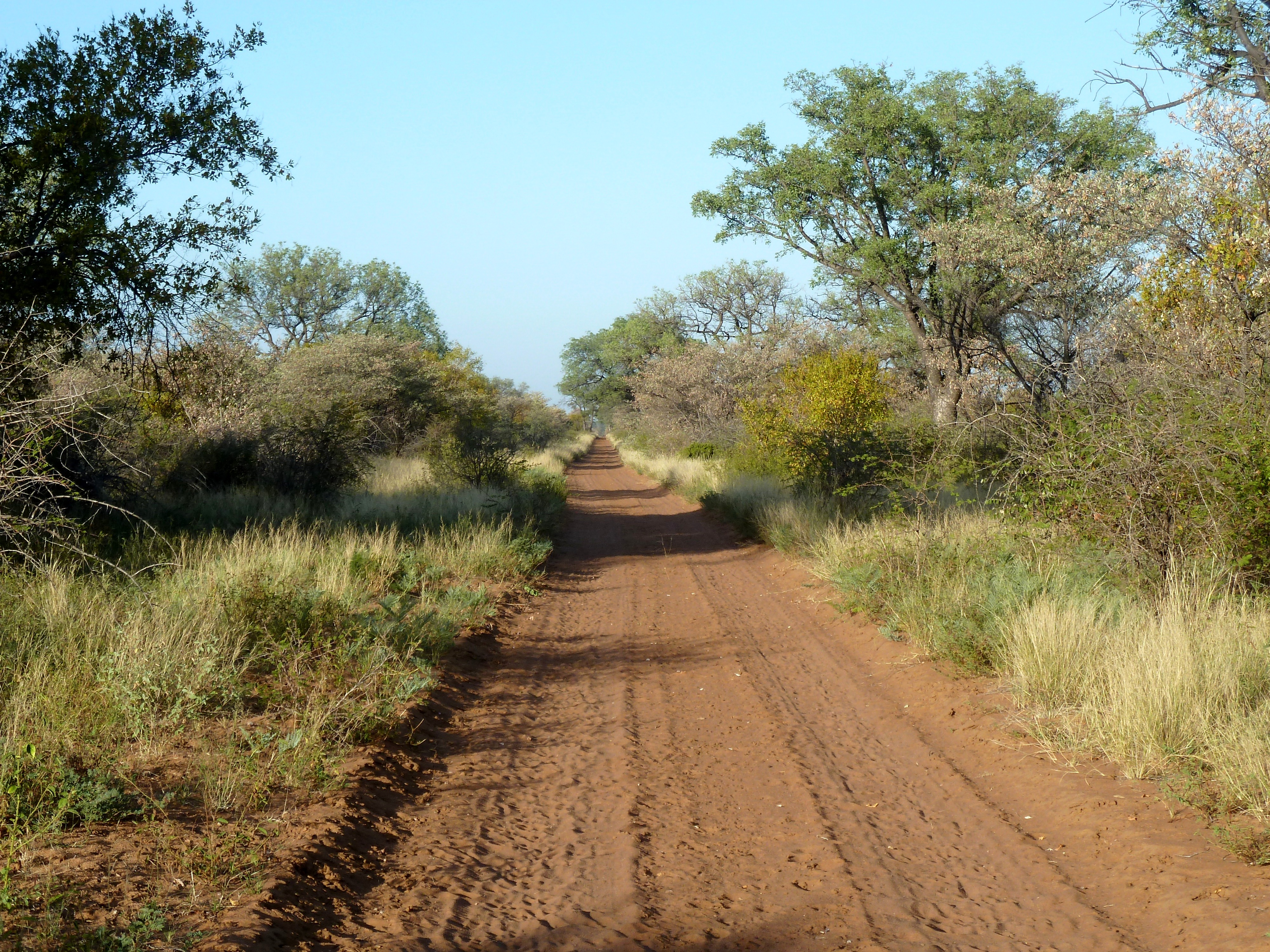
Bushveld de basse altitude dans la vallée du fleuve Limpopo.

Le bushveld est une écorégion subtropicale boisée d'Afrique australe, nommée d'après le terme veld. Elle inclut la majeure partie de la province du Limpopo et une petite partie de la province du Nord-Ouest en Afrique du Sud, le district central et le district du Nord-Est du Botswana, ainsi que la province du Matabeleland méridional et une partie de la province du Matabeleland septentrional au Zimbabwe.

## Géographie
La région s’élève de 750  à   1 400 m ; les précipitations annuelles vont de 350 mm à l'ouest jusqu'à 600 mm dans quelques endroits du nord. Il y a trois chaînes de montagnes dans cette région, la chaîne du Drakensberg, qui forme la frontière orientale de l'écozone ; elle court de Tzaneen au nord jusqu'à Belfast au sud ; la biosphère du Waterberg, laquelle s'étend de Mokopane à l'est jusqu'à Thabazimbi à l'ouest ; enfin, le Soutpansberg, qui se situe au nord de Louis Trichardt et qui est la chaîne de montagne la plus septentrionale d'Afrique du Sud.

## Faune et flore
Le bushveld est constitué de plaines herbeuses parsemées de denses bosquets d'arbres et de grands arbustes. L'herbe est généralement de bonne hauteur et vire au brun ou pâlit durant l'hiver, lequel correspond à la saison sèche dans la majeure partie de l'Afrique australe. Les zones préservées, comme celle du Waterberg, sont des refuges pour de grands mammifères, tels que le rhinocéros blanc et noir, la girafe, le gnou bleu, le grand koudou, l'impala et une variété d'autres antilopes.

## Géologie
Le bushveld est l'une des régions les plus riches en minéraux de la planète grâce au complexe igné du Bushveld (Bushveld Igneous Complex), une formation géologique extrêmement riche, en forme de soucoupe, qui s'étend sur plus de 50 000 km2. C'est la plus grande source mondiale de métaux de la famille du platine (platine, chrome, vanadium), ainsi que de fluorine et d'andalousite.

## Agriculture
La plus grande partie de la région est sèche ; le bushveld accueille des élevages bovins et des réserves animalières, ainsi que quelques plantes résistant à la sécheresse, comme le sorgho et le mil, en général sous forme de cultures irriguées.

## Cités
Les villes de la région :
- Warm Baths
- Brits
- Lephalale
- Louis Trichardt
- Modimolle (auparavant Nylstroom)
- Mokopane (auparavant Potgietersrus)
- Naboomspruit)
- Messina
- Phalaborwa
- Pietersburg
- Selebi-Phikwe
- Sun City

## Littérature
- James Percy FitzPatrick, Jock of The Bushveld, 1907.